# 毛花瑞香属
毛花瑞香属（学名：Eriosolena）是瑞香科下的一个属，为灌木植物。该属共有约2－3种，分布于马来西亚、爪哇和喜马拉雅一带。